# Dyaus Pitar
Dyaus Pitar (en sanskrit द्यौष् पिता / Dyauṣ Pitā ou द्यौष्पितृ / Dyauṣpitṛ) « ciel père », est une divinité védique. Il est le dieu du Ciel lumineux et le père des dieux.

## Comparatisme
Dyaus Pitar a été assimilé à Zeus chez les Grecs, Jupiter chez les Romains ainsi qu'à Tengri chez les peuples d'Asie centrale. La racine indo-européenne *d(e)y(e)w signifie le ciel lumineux ou ciel diurne, que l'on retrouve également dans le latin deus (dieu, originellement dieu du ciel diurne), dies (jour), et dans le nom de Jupiter, contraction de *Dius Pater. 
Sa parèdre est la déesse-terre Prithvi.
Contrairement à l'avis général des spécialistes qui identifient un lien, au moins linguistique, entre Zeus, Jupiter et Dyaus Pitar, Alain Daniélou, controversé autodidacte de la mythologie hindoue, considère que c'est Shiva qui a inspiré Zeus chez les Grecs et Jupiter chez les Romains.